# Championnat du monde moins de 18 ans de hockey sur glace 2018
Navigation
Poprad et Spišská Nová Ves 2017 Örnsköldsvik et Umeå 2019
Le Championnat du monde moins de 18 ans de hockey sur glace 2018 est la 20e édition de cette compétition de hockey sur glace organisée par la Fédération internationale de hockey sur glace. Il a lieu du 19 au 29 avril 2018 à Tcheliabinsk et Magnitogorsk en Russie. 
Six divisions inférieures sont disputées indépendamment du groupe élite.

## Format de la compétition
Le groupe principal (Division Élite) regroupe 10 équipes réparties en deux poules de 5 qui disputent un tour préliminaire. Les 4 premiers de chaque poule sont qualifiés pour les quarts de finale. Les derniers de chaque poule disputent une poule de maintien jouée au meilleur des 3 matches. Le perdant est relégué en Division IA pour l'édition 2019.
Pour les autres divisions qui comptent 6 équipes (sauf la Division III B qui en compte 3), les équipes s’affrontent entre elles et, à l'issue de cette compétition, le premier est promu dans la division supérieure et le dernier est relégué dans la division inférieure.
Lors des phases de poule, les points sont attribués ainsi :
- victoire : 3 points ;
- victoire en prolongation ou aux tirs de fusillade : 2 points ;
- défaite en prolongation ou aux tirs de fusillade : 1 point ;
- défaite : 0 point.

## Division Élite
| Traktor Arena    | Arena Metallourg |
|                  |                  |
| Capacité : 7 500 | Capacité : 7 800 |

### Officiels
La fédération internationale a désigné 12 arbitres et 10 juges de lignes pour officier lors de la compétition :
| - Jonathan Alarie - Kenneth Anderson - Geoffrey Barcelo - Christoffer Holm - Benjamin Hoppe - Ken Mollard | - Denis Naumov - Kristijan Nikolic - Daniel Pražák - Peter Stano - Kristian Vikman - Milan Zrnič |

| - Maxime Chaput - Daniel Hynek - Balazs Kovacs - Jan-Christian Müller - Lauri Nikulainen | - Tobias Nordlander - Charlie O'Connor - Ulrich Pardatscher - Nikita Shalagin - Dmitry Shishlo |

### Tour préliminaire
Le groupe principal regroupe 10 équipes, réparties en deux groupes :
| Groupe A - États-Unis, tenant du titre - Biélorussie - Canada - Suède - Suisse | Groupe B - France, promu de la Division I A - Finlande - Tchéquie - Russie, hôte du tournoi - Slovaquie |

#### Groupe A
| 19 avril | Suède | 3-1 (1-0, 2-1, 0-0) | Suisse | Arena Metallourg 2 920 spectateurs |

| Feuille de match | Feuille de match                                                                         | Feuille de match | Feuille de match                       | Feuille de match                                                                                    |
| ---------------- | ---------------------------------------------------------------------------------------- | ---------------- | -------------------------------------- | --------------------------------------------------------------------------------------------------- |
|                  | Berggren — 15 min 39 s Berggren (Gustafsson) — 30 min - Berggren (Boqvist) — 31 min 46 s | 1-0 2-0 2-1 3-1  | - Sopa (Wetter, Gross) — 30 min 59 s - | Arbitrage : Daniel Pražák et Kristian Vikman Juges de lignes : Lauri Nikulainen et Charlie O'Connor |
| Lindbom          | Gardiens                                                                                 | Hollenstein      |                                        | Arbitrage : Daniel Pražák et Kristian Vikman Juges de lignes : Lauri Nikulainen et Charlie O'Connor |
| 20 min           | Pénalités                                                                                | 6 min            |                                        | Arbitrage : Daniel Pražák et Kristian Vikman Juges de lignes : Lauri Nikulainen et Charlie O'Connor |
| 33               | Tirs                                                                                     | 22               |                                        | Arbitrage : Daniel Pražák et Kristian Vikman Juges de lignes : Lauri Nikulainen et Charlie O'Connor |

| 19 avril | Canada | 6-4 (1-1, 3-1, 2-2) | États-Unis | Arena Metallourg 7 405 spectateurs |

| Feuille de match | Feuille de match | Feuille de match                        | Feuille de match | Feuille de match                                                                                       |
| ---------------- | --- | --------------------------------------- | --- | --- |
|                  | - Lafrenière (Dallandrea) — 15 min 59 s - Foudy — 26 min 11 s Bahl (Noel, Hillis) — 30 min 14 s Lavoie (McShane) — 38 min 4 s - Lavoie (Foudy, McIsaac) — 51 min 7 s Thomas (Bahl) — 59 min 41 s (CV) | 0-1 1-1 1-2 2-2 3-2 4-2 4-3 4-4 5-4 6-4 | Farabee (Caufield, Wise) — 4 min 56 s - Wahlstrom (Gruden, Hughes) — 24 min 14 s (SN) - Wahlstrom (York, Hughes) — 46 min 40 s (SN) Hughes — 49 min 35 s - | Arbitrage : Geoffrey Barcelo et Denis Naumov Juges de lignes : Jan-Christian Müller et Nikita Shalagin |
| Ellis            | Gardiens | DeRidder                                | | Arbitrage : Geoffrey Barcelo et Denis Naumov Juges de lignes : Jan-Christian Müller et Nikita Shalagin |
| 10 min           | Pénalités | 12 min                                  | | Arbitrage : Geoffrey Barcelo et Denis Naumov Juges de lignes : Jan-Christian Müller et Nikita Shalagin |
| 25               | Tirs | 35                                      | | Arbitrage : Geoffrey Barcelo et Denis Naumov Juges de lignes : Jan-Christian Müller et Nikita Shalagin |

| 20 avril | Suisse | 5-8 (1-3, 4-3, 0-2) | États-Unis | Arena Metallourg 3 017 spectateurs |

| Feuille de match | Feuille de match | Feuille de match                                    | Feuille de match | Feuille de match                                                                                    |
| ---------------- | --- | --------------------------------------------------- | --- | --------------------------------------------------------------------------------------------------- |
|                  | - Mettler (Sopa, Wetter) — 6 min 2 s Mettler (Sopa, Wetter) — 20 min 58 s - Kohler (Nussbaumer) — 28 min 19 s Villa (Vouillamoz, Verboon) — 28 min 48 s Patry (Mettler, Wetter) — 34 min 38 s - | 0-1 0-2 0-3 1-3 2-3 2-4 3-4 4-4 5-4 5-5 5-6 5-7 5-8 | Hughes (Gruden) — 2 min 54 s Janicke (Pivonka, Miller) — 3 min 35 s Turcotte (M. Samuelsson, Emberson) — 4 min 50 s - Farabee (York) — 27 min 22 s - Wahlstrom (Hughes, York) — 36 min 4 s (SN) Hughes (Wahlstrom) — 38 min 25 s Weiss (York, Stastney) — 45 min 35 s M. Samuelsson (Turcotte, Knight) — 46 min 49 s | Arbitrage : Kristijan Nikolic et Peter Stano Juges de lignes : Daniel Hynek et Jan-Christian Müller |
| Schmid           | Gardiens | Knight                                              | | Arbitrage : Kristijan Nikolic et Peter Stano Juges de lignes : Daniel Hynek et Jan-Christian Müller |
| 8 min            | Pénalités | 10 min                                              | | Arbitrage : Kristijan Nikolic et Peter Stano Juges de lignes : Daniel Hynek et Jan-Christian Müller |
| 19               | Tirs | 57                                                  | | Arbitrage : Kristijan Nikolic et Peter Stano Juges de lignes : Daniel Hynek et Jan-Christian Müller |

| 20 avril | Canada | 8-3 (5-2, 1-0, 2-1) | Biélorussie | Arena Metallourg 6 818 spectateurs |

| Feuille de match | Feuille de match | Feuille de match                            | Feuille de match                                                                                           | Feuille de match                                                                                    |
| ---------------- | --- | ------------------------------------------- | --- | --------------------------------------------------------------------------------------------------- |
|                  | McBain (Noel) — 1 min 19 s - Lavoie (Wouters) — 2 min 3 s Lafrenière (Thomas, Byram) — 3 min - McIsaac (Hillis, McShane) — 12 min 1 s Noel (Veleno, McBain) — 12 min 48 s Foudy (McShane, Robertson) — 36 min 49 s - Noel (Veleno, McBain) — 44 min 44 s Dellandrea (Lafrenière) — 50 min 16 s (IN) | 1-0 1-1 2-1 3-1 3-2 4-2 5-2 6-2 6-3 7-3 8-3 | - Ousov (Shkrabov) — 1 min 45 s - Protas (Kazyanine) — 6 min 48 s - Masilevich (Pyshkailo) — 40 min 29 s - | Arbitrage : Daniel Pražák et Kristian Vikman Juges de lignes : Lauri Nikulainen et Charlie O'Connor |
| Ellis            | Gardiens | Tolopilo (3 min) Veremeichik (57 min)       | | Arbitrage : Daniel Pražák et Kristian Vikman Juges de lignes : Lauri Nikulainen et Charlie O'Connor |
| 6 min            | Pénalités | 10 min                                      | | Arbitrage : Daniel Pražák et Kristian Vikman Juges de lignes : Lauri Nikulainen et Charlie O'Connor |
| 28               | Tirs | 27                                          | | Arbitrage : Daniel Pražák et Kristian Vikman Juges de lignes : Lauri Nikulainen et Charlie O'Connor |

| 21 avril | Biélorussie | 3-4 (1-0, 1-2, 1-2) | Suède | Arena Metallourg 4 691 spectateurs |

| Feuille de match | Feuille de match | Feuille de match            | Feuille de match | Feuille de match                                                                               |
| ---------------- | --- | --------------------------- | --- | ---------------------------------------------------------------------------------------------- |
|                  | Alistrov (Barkovski, Protas) — 15 min 23 s - Borshyov (Masilevich) — 24 min 27 s - Oskentyuk — 58 min 5 s (SN + JS) | 1-0 1-1 2-1 2-2 2-3 2-4 3-4 | - Wernblom (Bäck, Berggren) — 22 min 18 s (2 SN) - Boqvist (Pašić, Eliasson) — 34 min 12 s Pasic (Boqvist, Gustafsson) — 51 min 21 s (SN) Gustafsson (Boqvist, Berggren) — 52 min 41 s (SN) - | Arbitrage : Geoffrey Barcelo et Denis Naumov Juges de lignes : Daniel Hynek et Nikita Shalagin |
| Tolopilo         | Gardiens | Eliasson                    | | Arbitrage : Geoffrey Barcelo et Denis Naumov Juges de lignes : Daniel Hynek et Nikita Shalagin |
| 22 min           | Pénalités | 12 min                      | | Arbitrage : Geoffrey Barcelo et Denis Naumov Juges de lignes : Daniel Hynek et Nikita Shalagin |
| 26               | Tirs | 43                          | | Arbitrage : Geoffrey Barcelo et Denis Naumov Juges de lignes : Daniel Hynek et Nikita Shalagin |

| 22 avril | États-Unis | 1-3 (1-1, 0-0, 0-2) | Suède | Arena Metallourg 5 715 spectateurs |

| Feuille de match | Feuille de match                                | Feuille de match | Feuille de match | Feuille de match                                                                               |
| ---------------- | ----------------------------------------------- | ---------------- | --- | ---------------------------------------------------------------------------------------------- |
|                  | Wahlstrom (Hughes, Farabee) — 2 min 25 s (SN) - | 1-0 1-1 1-2 1-3  | - Lilja (Wernbolm, Bäck) — 10 min 51 s (SN) Wernblom (Johansson, Ginning) — 58 min 26 s Wernblom (Bäck) — 59 min 56 s (CV) | Arbitrage : Ken Mollard et Kristijan Nikolic Juges de lignes : Daniel Hynek et Nikita Shalagin |
| Knight           | Gardiens                                        | Lindbom          | | Arbitrage : Ken Mollard et Kristijan Nikolic Juges de lignes : Daniel Hynek et Nikita Shalagin |
| 22 min           | Pénalités                                       | 10 min           | | Arbitrage : Ken Mollard et Kristijan Nikolic Juges de lignes : Daniel Hynek et Nikita Shalagin |
| 37               | Tirs                                            | 41               | | Arbitrage : Ken Mollard et Kristijan Nikolic Juges de lignes : Daniel Hynek et Nikita Shalagin |

| 22 avril | Suisse | 0-5 (0-1, 0-3, 0-1) | Canada | Arena Metallourg 7 354 spectateurs |

| Feuille de match | Feuille de match | Feuille de match    | Feuille de match | Feuille de match                                                                                  |
| ---------------- | ---------------- | ------------------- | --- | ------------------------------------------------------------------------------------------------- |
|                  | -                | 0-1 0-2 0-3 0-4 0-5 | Lafrenière (Noel, Dellandrea) — 4 min 44 s Dudas (McShane) — 26 min 24 s (IN) McShane (Foudy, Tychonick) — 33 min 11 s (SN) Wouters (Robertson, Bahl) — 37 min 46 s Lavoie (Noel, Merkley) — 55 min 32 s (SN) | Arbitrage : Geoffrey Barcelo et Milan Zrnič Juges de lignes : Tobias Nordlander et Dmitry Shishlo |
| Schmid           | Gardiens         | Rodrigue            | | Arbitrage : Geoffrey Barcelo et Milan Zrnič Juges de lignes : Tobias Nordlander et Dmitry Shishlo |
| 26 min           | Pénalités        | 12 min              | | Arbitrage : Geoffrey Barcelo et Milan Zrnič Juges de lignes : Tobias Nordlander et Dmitry Shishlo |
| 17               | Tirs             | 39                  | | Arbitrage : Geoffrey Barcelo et Milan Zrnič Juges de lignes : Tobias Nordlander et Dmitry Shishlo |

| 23 avril | Biélorussie | 5-4 (0-2, 2-0, 3-2) | Suisse | Arena Metallourg 3 090 spectateurs |

| Feuille de match | Feuille de match | Feuille de match                    | Feuille de match | Feuille de match                                                                                     |
| ---------------- | --- | ----------------------------------- | --- | --- |
|                  | - Kazyanine (Alistrov) — 27 min Kolyachonok (Kazyanine, Alistrov) — 30 min 2 s Azhgirei (Alistrov, Protas) — 44 min 56 s - Levchounov (Kazyanine, Alistrov) — 58 min 44 s Alistrov (Kazyanine, Kolyachonok) — 59 min 48 s | 0-1 0-2 1-2 2-2 3-2 3-3 3-4 4-4 5-4 | Nussbaumer (Mettler, Tanner) — 12 min 37 s Gross (De Nisco, Barbei) — 16 min 38 s (SN) - Patry (Nussbaumer, Tanner) — 48 min 20 s (SN) Henauer (Verboon) — 49 min 6 s - | Arbitrage : Christoffer Holm et Milan Zrnič Juges de lignes : Jan-Christian Müller et Dmitry Shishlo |
| Tolopilo         | Gardiens | Hollenstein                         | | Arbitrage : Christoffer Holm et Milan Zrnič Juges de lignes : Jan-Christian Müller et Dmitry Shishlo |
| 4 min            | Pénalités | 4 min                               | | Arbitrage : Christoffer Holm et Milan Zrnič Juges de lignes : Jan-Christian Müller et Dmitry Shishlo |
| 33               | Tirs | 24                                  | | Arbitrage : Christoffer Holm et Milan Zrnič Juges de lignes : Jan-Christian Müller et Dmitry Shishlo |

| 24 avril | États-Unis | 8-0 (2-0, 5-0, 1-0) | Biélorussie | Arena Metallourg 4 876 spectateurs |

| Feuille de match | Feuille de match | Feuille de match                       | Feuille de match | Feuille de match                                                                                |
| ---------------- | --- | -------------------------------------- | ---------------- | ----------------------------------------------------------------------------------------------- |
|                  | Turcotte (Gruden, Caufield) — 2 min 19 s (SN) Miller (York) — 16 min 57 s Wahlstrom (Hughes, Farabee) — 22 min 13 s Caufield (Wise, York) — 24 min 26 s Farabee (Hughes, Emberson) — 26 min 16 s Caufield — 33 min 13 s (SN) Hain (Giles, Turcotte) — 39 min 2 s Caufield (Turcotte) — 53 min 39 s | 1-0 2-0 3-0 4-0 5-0 6-0 7-0 8-0        | -                | Arbitrage : Jonathan Alarie et Ken Mollard Juges de lignes : Maxime Chaput et Tobias Nordlander |
| DeRidder         | Gardiens | Andreyev (40 min) Veremeichik (20 min) |                  | Arbitrage : Jonathan Alarie et Ken Mollard Juges de lignes : Maxime Chaput et Tobias Nordlander |
| 10 min           | Pénalités | 10 min                                 |                  | Arbitrage : Jonathan Alarie et Ken Mollard Juges de lignes : Maxime Chaput et Tobias Nordlander |
| 43               | Tirs | 13                                     |                  | Arbitrage : Jonathan Alarie et Ken Mollard Juges de lignes : Maxime Chaput et Tobias Nordlander |

| 24 avril | Suède | 2-3 (pr) (1-0, 0-1, 1-1, 0-1) | Canada | Arena Metallourg 7 273 spectateurs |

| Feuille de match | Feuille de match                                                                    | Feuille de match    | Feuille de match | Feuille de match                                                                                       |
| ---------------- | ----------------------------------------------------------------------------------- | ------------------- | --- | --- |
|                  | Boqvist (Fagemo, Olofsson) — 10 min 27 s - Boqvist (Lundkvist) — 58 min 26 s (SN) - | 1-0 1-1 1-2 2-2 2-3 | - Lavoie (McIsaac, Dellandrea) — 26 min 39 s Wouters (Lafrenière, Merkley) — 48 min 15 s - Lafrenière (Merkley, Veleno) — 62 min 27 s (SN) | Arbitrage : Kenneth Anderson et Benjamin Hoppe Juges de lignes : Balazs Kovacs et Jan-Christian Müller |
| Lindbom          | Gardiens                                                                            | Rodrigue            | | Arbitrage : Kenneth Anderson et Benjamin Hoppe Juges de lignes : Balazs Kovacs et Jan-Christian Müller |
| 16 min           | Pénalités                                                                           | 12 min              | | Arbitrage : Kenneth Anderson et Benjamin Hoppe Juges de lignes : Balazs Kovacs et Jan-Christian Müller |
| 31               | Tirs                                                                                | 40                  | | Arbitrage : Kenneth Anderson et Benjamin Hoppe Juges de lignes : Balazs Kovacs et Jan-Christian Müller |

| Clt   | Équipe      | PJ | V | VP | D | DP | BP | BC | Diff | Pts |
| ----- | ----------- | -- | - | -- | - | -- | -- | -- | ---- | --- |
| +001, | Canada      | 4  | 3 | 1  | 0 | 0  | 22 | 9  | +13  | 11  |
| +002, | Suède       | 4  | 3 | 0  | 0 | 1  | 12 | 8  | +4   | 10  |
| +003, | États-Unis  | 4  | 2 | 0  | 2 | 0  | 21 | 14 | +7   | 6   |
| +004, | Biélorussie | 4  | 1 | 0  | 3 | 0  | 11 | 24 | -13  | 3   |
| +005, | Suisse      | 4  | 0 | 0  | 4 | 0  | 10 | 21 | -11  | 0   |

- Qualifié pour les quarts de finale
- Dispute la poule de maintien

Pour les significations des abréviations, voir statistiques du hockey sur glace.

#### Groupe B
| 19 avril | Slovaquie | 2-5 (0-1, 2-2, 0-2) | Finlande | Traktor Arena 1 217 spectateurs |

| Feuille de match | Feuille de match                                                                           | Feuille de match            | Feuille de match | Feuille de match                                                                             |
| ---------------- | ------------------------------------------------------------------------------------------ | --------------------------- | --- | -------------------------------------------------------------------------------------------- |
|                  | - Okuliar (Čajkovič, Kováčik) — 32 min 19 s Čajkovič (Kňažko, Kováčik) — 36 min 2 s (SN) - | 0–1 0–2 1–2 2–2 2–3 2–4 2–5 | Aaltonen (Nevasaari, Lundell) — 1 min 50 s Nordgren (Lundell, Tanus) — 30 min 23 s (SN) - Lundell (Tanus, Utunen) — 39 min 8 s (SN) Utunen (Lundell, Tanus) — 55 min 18 s (SN) Kotkaniemi (Nordgren) — 59 min 32 s (CV) | Arbitrage : Jonathan Alarie et Ken Mollard Juges de lignes : Maxime Chaput et Dmitry Shishlo |
| Hlavaj           | Gardiens                                                                                   | Annunen                     | | Arbitrage : Jonathan Alarie et Ken Mollard Juges de lignes : Maxime Chaput et Dmitry Shishlo |
| 14 min           | Pénalités                                                                                  | 10 min                      | | Arbitrage : Jonathan Alarie et Ken Mollard Juges de lignes : Maxime Chaput et Dmitry Shishlo |
| 21               | Tirs                                                                                       | 37                          | | Arbitrage : Jonathan Alarie et Ken Mollard Juges de lignes : Maxime Chaput et Dmitry Shishlo |

| 19 avril | Russie | 7-1 (4-0, 2-0, 1-1) | France | Traktor Arena 6 771 spectateurs |

| Feuille de match | Feuille de match | Feuille de match                | Feuille de match                             | Feuille de match                                                                                      |
| ---------------- | --- | ------------------------------- | -------------------------------------------- | --- |
|                  | Kizimov (Jabreïev, Romanov) — 6 min 6 s (SN) Iskhakov (Martchenko, Morozov) — 8 min 9 s Zamoula (Podkolzine, Mikhaïlov) — 13 min 28 s Martchenko (Galeniouk) — 13 min 52 s Mikhaïlov (Podkolzine, Okhotiouk) — 33 min 1 s Zavgorodny (Galeniouk, Jouravliov) — 34 min 5 s Morozov (Martchenko) — 47 min 31 s (IN) - | 1-0 2-0 3-0 4-0 5-0 6-0 7-0 7-1 | - Dubé (Bruche, Quattrone) — 58 min 5 s (SN) | Arbitrage : Kenneth Anderson et Christoffer Holm Juges de lignes : Balazs Kovacs et Tobias Nordlander |
| Miftakhov        | Gardiens | Duquenne                        |                                              | Arbitrage : Kenneth Anderson et Christoffer Holm Juges de lignes : Balazs Kovacs et Tobias Nordlander |
| 10 min           | Pénalités | 16 min                          |                                              | Arbitrage : Kenneth Anderson et Christoffer Holm Juges de lignes : Balazs Kovacs et Tobias Nordlander |
| 56               | Tirs | 14                              |                                              | Arbitrage : Kenneth Anderson et Christoffer Holm Juges de lignes : Balazs Kovacs et Tobias Nordlander |

| 20 avril | France | 0-7 (0-0, 0-3, 0-4) | Finlande | Traktor Arena 2 170 spectateurs |

| Feuille de match | Feuille de match | Feuille de match            | Feuille de match | Feuille de match                                                                                 |
| ---------------- | ---------------- | --------------------------- | --- | ------------------------------------------------------------------------------------------------ |
|                  | -                | 0-1 0-2 0-3 0-4 0-5 0-6 0-7 | Kakko — 31 min 17 s Petman (Kakko, Salmela) — 35 min 2 s Hirvonen (Moilanen, Petman) — 39 min 31 s Lundell (Honka, Nevasaari) — 47 min 54 s Kakko (Kotkaniemi, Nordgren) — 48 min 16 s Petman (Thomson) — 51 min 51 s Nordgren (Thomson) — 56 min 43 s | Arbitrage : Benjamin Hoppe et Milan Zrnič Juges de lignes : Ulrich Pardatscher et Dmitry Shishlo |
| Duquenne         | Gardiens         | Huhtamaa                    | | Arbitrage : Benjamin Hoppe et Milan Zrnič Juges de lignes : Ulrich Pardatscher et Dmitry Shishlo |
| 6 min            | Pénalités        | 10 min                      | | Arbitrage : Benjamin Hoppe et Milan Zrnič Juges de lignes : Ulrich Pardatscher et Dmitry Shishlo |
| 10               | Tirs             | 51                          | | Arbitrage : Benjamin Hoppe et Milan Zrnič Juges de lignes : Ulrich Pardatscher et Dmitry Shishlo |

| 20 avril | Slovaquie | 5-2 (4-1, 1-1, 0-0) | République tchèque | Traktor Arena 3 580 spectateurs |

| Feuille de match | Feuille de match | Feuille de match                          | Feuille de match                                                                   | Feuille de match                                                                                      |
| ---------------- | --- | ----------------------------------------- | ---------------------------------------------------------------------------------- | --- |
|                  | Mrázik — 4 min 20 s (SN) Mrázik (Dlugoš, Turan) — 6 min 33 s (SN) - Džugan (Čajkovič, Čederle) — 13 min 3 s (JS) Čajkovič (Bucko) — 14 min 12 s - Okuliar (Čajkovič) — 32 min 30 s | 1-0 2-0 2-1 3-1 4-1 4-2 5-2               | - Lauko (Klejna) — 8 min 34 s - Plášek (Zábranský, Střondala) — 31 min 51 s (SN) - | Arbitrage : Kenneth Anderson et Christoffer Holm Juges de lignes : Balazs Kovacs et Tobias Nordlander |
| Vyletelka        | Gardiens | Dostál (14 min 12 s) Dvořák (45 min 48 s) |                                                                                    | Arbitrage : Kenneth Anderson et Christoffer Holm Juges de lignes : Balazs Kovacs et Tobias Nordlander |
| 18 min           | Pénalités | 37 min                                    |                                                                                    | Arbitrage : Kenneth Anderson et Christoffer Holm Juges de lignes : Balazs Kovacs et Tobias Nordlander |
| 31               | Tirs | 40                                        |                                                                                    | Arbitrage : Kenneth Anderson et Christoffer Holm Juges de lignes : Balazs Kovacs et Tobias Nordlander |

| 21 avril | République tchèque | 2-3 (1-0, 0-1, 1-2) | Russie | Traktor Arena 7 498 spectateurs |

| Feuille de match | Feuille de match                                                                                 | Feuille de match    | Feuille de match | Feuille de match                                                                                    |
| ---------------- | ------------------------------------------------------------------------------------------------ | ------------------- | --- | --------------------------------------------------------------------------------------------------- |
|                  | Lauko (Pekař, Kvasnica) — 17 min 11 s (SN) - Střondala (Gajarský, Jeník) — 58 min 10 s (SN + JS) | 1-0 1-1 1-2 1-3 2-3 | - Morozov (Jouravliov, Jabreïev) — 35 min 26 s (SN) Podkolzine (Mikhaïlov, Spiridonov) — 49 min 20 s Dorofeïev (Zamoula, Jilkaïov) — 52 min 22 s - | Arbitrage : Jonathan Alarie et Benjamin Hoppe Juges de lignes : Maxime Chaput et Ulrich Pardatscher |
| Dostál           | Gardiens                                                                                         | Miftakhov           | | Arbitrage : Jonathan Alarie et Benjamin Hoppe Juges de lignes : Maxime Chaput et Ulrich Pardatscher |
| 10 min           | Pénalités                                                                                        | 26 min              | | Arbitrage : Jonathan Alarie et Benjamin Hoppe Juges de lignes : Maxime Chaput et Ulrich Pardatscher |
| 23               | Tirs                                                                                             | 37                  | | Arbitrage : Jonathan Alarie et Benjamin Hoppe Juges de lignes : Maxime Chaput et Ulrich Pardatscher |

| 22 avril | Finlande | 5-4 (2-2, 1-2, 2-0) | Russie | Traktor Arena 7 496 spectateurs |

| Feuille de match | Feuille de match | Feuille de match                    | Feuille de match | Feuille de match                                                                             |
| ---------------- | --- | ----------------------------------- | --- | -------------------------------------------------------------------------------------------- |
|                  | Nordgren (Kotkaniemi, Kakko) — 4 min 52 s - Tanus (Honka, Ranta) — 11 min 29 s - Ranta (Nevasaari, Kotkaniemi) — 39 min 51 s (SN) Seppälä (Tanus) — 47 min 20 s Nordgren (Kokkonen, Kotkaniemi) — 52 min 55 s | 1-0 1-1 1-2 2-2 2-3 2-4 3-4 4-4 5-4 | - Zhabreïev (Zhouravliov, Dorofeïev) — 6 min 9 s Martchenko (Zhouravliov, Miftakhov) — 8 min 12 s (SN) - Morozov (Zhouravliov, Zhabreïev) — 35 min 54 s (SN) Dorofeïev (Martchenko) — 36 min 55 s - | Arbitrage : Daniel Pražák et Peter Stano Juges de lignes : Balazs Kovacs et Charlie O'Connor |
| Annunen          | Gardiens | Miftakhov                           | | Arbitrage : Daniel Pražák et Peter Stano Juges de lignes : Balazs Kovacs et Charlie O'Connor |
| 10 min           | Pénalités | 10 min                              | | Arbitrage : Daniel Pražák et Peter Stano Juges de lignes : Balazs Kovacs et Charlie O'Connor |
| 34               | Tirs | 21                                  | | Arbitrage : Daniel Pražák et Peter Stano Juges de lignes : Balazs Kovacs et Charlie O'Connor |

| 22 avril | France | 1-7 (1-2, 0-3, 0-2) | Slovaquie | Traktor Arena 4 590 spectateurs |

| Feuille de match                  | Feuille de match                       | Feuille de match                | Feuille de match | Feuille de match                                                                                  |
| --------------------------------- | -------------------------------------- | ------------------------------- | --- | ------------------------------------------------------------------------------------------------- |
|                                   | - Gallet (Schmitt) — 15 min 4 s (SN) - | 0-1 1-1 1-2 1-3 1-4 1-5 1-6 1-7 | Kňažko (Čajkovič, Kováčik) — 11 min 23 s - Čajkovič (Okuliar) — 15 min 40 s Okuliar (Čajkovič, Kováčik) — 21 min 1 s (SN) Kňažko (Kováčik, Okuliar) — 30 min 10 s (SN) Paulíny (Kováčik, Čajkovič) — 36 min 53 s Okuliar (Čajkovič, Ilenčík) — 41 min Paulíny (Ferenyi, Tkáč) — 41 min 23 s | Arbitrage : Jonathan Alarie et Benjamin Hoppe Juges de lignes : Maxime Chaput et Lauri Nikulainen |
| Duquenne (40 min) Vazzaz (20 min) | Gardiens                               | Vyletelka                       | | Arbitrage : Jonathan Alarie et Benjamin Hoppe Juges de lignes : Maxime Chaput et Lauri Nikulainen |
| 8 min                             | Pénalités                              | 10 min                          | | Arbitrage : Jonathan Alarie et Benjamin Hoppe Juges de lignes : Maxime Chaput et Lauri Nikulainen |
| 26                                | Tirs                                   | 41                              | | Arbitrage : Jonathan Alarie et Benjamin Hoppe Juges de lignes : Maxime Chaput et Lauri Nikulainen |

| 23 avril | République tchèque | 9-2 (1-1, 3-1, 5-0) | France | Traktor Arena 3 781 spectateurs |

| Feuille de match | Feuille de match | Feuille de match                            | Feuille de match                                                           | Feuille de match                                                                                    |
| ---------------- | --- | ------------------------------------------- | -------------------------------------------------------------------------- | --------------------------------------------------------------------------------------------------- |
|                  | Střondala (Klejna, Plášek) — 7 min 26 s - Plášek (Zábranský, Jeník) — 27 min 45 s (SN) Plášek (Střondala) — 31 min 11 s Pekař (Blümel, Lauko) — 39 min 35 s Kvasnica (Lauko, Pekař) — 42 min 9 s Gajarský (Jeník, Doktor) — 43 min 14 s Blümel (Čajka, Teplý) — 47 min 4 s Kvasnica (Lauko) — 48 min 13 s Pytlík (Teplý, Jeník) — 54 min 27 s | 1-0 1-1 1-2 2-2 3-2 4-2 5-2 6-2 7-2 8-2 9-2 | - Dair (Fabre, Bruche) — 18 min 26 s (SN) Dubé (Quattrone) — 26 min 14 s - | Arbitrage : Peter Stano et Kristian Vikman Juges de lignes : Lauri Nikulainen et Ulrich Pardatscher |
| Dostál           | Gardiens | Duquenne (48 min 13 s) Vazzaz (11 min 47 s) |                                                                            | Arbitrage : Peter Stano et Kristian Vikman Juges de lignes : Lauri Nikulainen et Ulrich Pardatscher |
| 12 min           | Pénalités | 10 min                                      |                                                                            | Arbitrage : Peter Stano et Kristian Vikman Juges de lignes : Lauri Nikulainen et Ulrich Pardatscher |
| 47               | Tirs | 19                                          |                                                                            | Arbitrage : Peter Stano et Kristian Vikman Juges de lignes : Lauri Nikulainen et Ulrich Pardatscher |

| 24 avril | Finlande | 4-2 (0-0, 4-0, 0-2) | République tchèque | Traktor Arena 4 620 spectateurs |

| Feuille de match | Feuille de match | Feuille de match        | Feuille de match                                                                   | Feuille de match                                                                                   |
| ---------------- | --- | ----------------------- | ---------------------------------------------------------------------------------- | -------------------------------------------------------------------------------------------------- |
|                  | Nordgren (Kakko) — 20 min 35 s Kupari — 21 min 11 s Kotkaniemi (Kakko) — 29 min 56 s Nordgren (Kakko, Tanus) — 37 min 3 s (2 SN) - | 1-0 2-0 3-0 4-0 4-1 4-2 | - Lauko (Zábranský, Haš) — 46 min 2 s (SN) Střondala (Klejna, Jeník) — 57 min 44 s | Arbitrage : Geoffrey Barcelo et Denis Naumov Juges de lignes : Charlie O'Connor et Nikita Shalagin |
| Annunen          | Gardiens | Dvořák                  |                                                                                    | Arbitrage : Geoffrey Barcelo et Denis Naumov Juges de lignes : Charlie O'Connor et Nikita Shalagin |
| 39 min           | Pénalités | 12 min                  |                                                                                    | Arbitrage : Geoffrey Barcelo et Denis Naumov Juges de lignes : Charlie O'Connor et Nikita Shalagin |
| 33               | Tirs | 22                      |                                                                                    | Arbitrage : Geoffrey Barcelo et Denis Naumov Juges de lignes : Charlie O'Connor et Nikita Shalagin |

| 24 avril | Russie | 6-5 (TB) (1-3, 3-1, 1-1, 0-0, 1-0) | Slovaquie | Traktor Arena 7 367 spectateurs |

| Feuille de match                             | Feuille de match | Feuille de match                            | Feuille de match | Feuille de match                                                                                   |
| -------------------------------------------- | --- | ------------------------------------------- | --- | -------------------------------------------------------------------------------------------------- |
|                                              | - Martchenko (Romanov, Okhotiouk) — 17 min - Myssioul (Malychev, Dorofeïev) — 32 min 1 s (SN) Romanov (Kizimov, Sorkine) — 33 min 32 s Podkolzine (Morozov) — 34 min - Iskhakov (Sorkine, Spiridonov) — 52 min Kizimov — 65 min (TB) | 0-1 0-2 0-3 1-3 1-4 2-4 3-4 4-4 4-5 5-5 6-5 | Čajkovič (Ilenčík, Okuliar) — 13 min 27 s (2 SN) Dlugoš (Sojka, Mrázik) — 15 min (SN) Bučko (Tkáč) — 15 min 22 s - Tkáč (Paulíny) — 28 min 59 s - Mrázik (Dlugoš, Džugan) — 47 min 50 s (SN) - | Arbitrage : Kristijan Nikolic et Daniel Pražák Juges de lignes : Daniel Hynek et Ulrich Pardatsche |
| Miftakhov (15 min 22 s) Isayev (49 min 38 s) | Gardiens | Vyletelka                                   | | Arbitrage : Kristijan Nikolic et Daniel Pražák Juges de lignes : Daniel Hynek et Ulrich Pardatsche |
| 10 min                                       | Pénalités | 12 min                                      | | Arbitrage : Kristijan Nikolic et Daniel Pražák Juges de lignes : Daniel Hynek et Ulrich Pardatsche |
| 45                                           | Tirs | 27                                          | | Arbitrage : Kristijan Nikolic et Daniel Pražák Juges de lignes : Daniel Hynek et Ulrich Pardatsche |

| Clt   | Équipe    | PJ | V | VP | D | DP | BP | BC | Diff | Pts |
| ----- | --------- | -- | - | -- | - | -- | -- | -- | ---- | --- |
| +001, | Finlande  | 4  | 4 | 0  | 0 | 0  | 21 | 8  | +13  | 12  |
| +002, | Russie    | 4  | 2 | 1  | 1 | 0  | 20 | 13 | +7   | 8   |
| +003, | Slovaquie | 4  | 2 | 0  | 1 | 1  | 19 | 14 | +5   | 7   |
| +004, | Tchéquie  | 4  | 1 | 0  | 3 | 0  | 15 | 14 | +1   | 3   |
| +005, | France    | 4  | 0 | 0  | 4 | 0  | 4  | 30 | -26  | 0   |

- Qualifié pour les quarts de finale
- Dispute la poule de maintien

Pour les significations des abréviations, voir statistiques du hockey sur glace.

### Poule de relégation
| 26 avril | Suisse | 5-2 (1-1, 4-0, 0-1) | France | Arena Metallourg 3 086 spectateurs |

| Feuille de match | Feuille de match | Feuille de match            | Feuille de match                                                            | Feuille de match                                                                                |
| ---------------- | --- | --------------------------- | --------------------------------------------------------------------------- | ----------------------------------------------------------------------------------------------- |
|                  | Kohler (Gross, Nussbaumer) — 2 min 40 s (SN) - Tanner (Patry, Kohler) — 23 min 35 s (SN) Barandun (Sopa, Mettler) — 28 min 29 s Patry — 31 min 58 s Sopa (Mettler, Wetter) — 39 min 10 s (SN) - | 1-0 1-1 2-1 3-1 4-1 5-1 5-2 | - Quattrone (Rousseau, Bruche) — 3 min 50 s - Allais (Leroux) — 47 min 12 s | Arbitrage : Benjamin Hoppe et Peter Stano Juges de lignes : Charlie O'Connor et Nikita Shalagin |
| Hollenstein      | Gardiens | Duquenne                    |                                                                             | Arbitrage : Benjamin Hoppe et Peter Stano Juges de lignes : Charlie O'Connor et Nikita Shalagin |
| 10 min           | Pénalités | 12 min                      |                                                                             | Arbitrage : Benjamin Hoppe et Peter Stano Juges de lignes : Charlie O'Connor et Nikita Shalagin |
| 39               | Tirs | 22                          |                                                                             | Arbitrage : Benjamin Hoppe et Peter Stano Juges de lignes : Charlie O'Connor et Nikita Shalagin |

| 28 avril | France | 0-6 (1-1, 4-0, 0-1) | Suisse | Arena Metallourg 4 650 spectateurs |

| Feuille de match | Feuille de match | Feuille de match        | Feuille de match | Feuille de match                                                                                     |
| ---------------- | ---------------- | ----------------------- | --- | --- |
|                  | -                | 0-1 0-2 0-3 0-4 0-5 0-6 | Wetter (Mettler, Sopa) — 14 min 8 s (SN) Kohler (Barandun, Gross) — 15 min 32 s Weibel (Barandun, Hollenstein) — 21 min 47 s Kohler (Patry) — 27 min 38 s Kohler (Barandun, Weibel) — 42 min 26 s De Nisco (Kohler) — 50 min | Arbitrage : Denis Naumov et Kristian Vikman Juges de lignes : Lauri Nikulainen et Ulrich Pardatscher |
| Duquenne         | Gardiens         | Hollenstein             | | Arbitrage : Denis Naumov et Kristian Vikman Juges de lignes : Lauri Nikulainen et Ulrich Pardatscher |
| 34 min           | Pénalités        | 16 min                  | | Arbitrage : Denis Naumov et Kristian Vikman Juges de lignes : Lauri Nikulainen et Ulrich Pardatscher |
| 19               | Tirs             | 40                      | | Arbitrage : Denis Naumov et Kristian Vikman Juges de lignes : Lauri Nikulainen et Ulrich Pardatscher |

### Phase finale

#### Tableau
|  | Quarts de finale           | Quarts de finale           |                         |                         | Demi-finales            | Demi-finales            |   |  | Finale                  | Finale                  |
|  | Quarts de finale           | Quarts de finale           |                         |                         | Demi-finales            | Demi-finales            |   |  | Finale                  | Finale                  |
|  |                            |                            |                         |                         |                         |                         |   |  |                         |                         |
|  | 20 avril, Arena Metallourg | 20 avril, Arena Metallourg |                         |                         | 22 avril, Traktor Arena | 22 avril, Traktor Arena |   |  | 23 avril, Traktor Arena | 23 avril, Traktor Arena |
|  | 20 avril, Arena Metallourg | 20 avril, Arena Metallourg |                         |                         | 22 avril, Traktor Arena | 22 avril, Traktor Arena |   |  | 23 avril, Traktor Arena | 23 avril, Traktor Arena |
|  | Canada                     | 1                          |                         |                         | 22 avril, Traktor Arena | 22 avril, Traktor Arena |   |  | 23 avril, Traktor Arena | 23 avril, Traktor Arena |
|  | Canada                     | 1                          |                         |                         | 22 avril, Traktor Arena | 22 avril, Traktor Arena |   |  | 23 avril, Traktor Arena | 23 avril, Traktor Arena |
|  | Tchéquie                   | 2                          |                         |                         | 22 avril, Traktor Arena | 22 avril, Traktor Arena |   |  | 23 avril, Traktor Arena | 23 avril, Traktor Arena |
|  | Tchéquie                   | 2                          | Tchéquie                | 1                       |                         |                         |   |  | 23 avril, Traktor Arena | 23 avril, Traktor Arena |
|  | 20 avril, Traktor Arena    |                            | Tchéquie                | 1                       |                         |                         |   |  | 23 avril, Traktor Arena | 23 avril, Traktor Arena |
|  |                            | États-Unis                 | 4                       |                         |                         |                         |   |  | 23 avril, Traktor Arena | 23 avril, Traktor Arena |
|  | Russie                     | États-Unis                 | 4                       | 1                       |                         |                         |   |  | 23 avril, Traktor Arena | 23 avril, Traktor Arena |
|  | Russie                     |                            |                         | 1                       |                         |                         |   |  | 23 avril, Traktor Arena | 23 avril, Traktor Arena |
|  | États-Unis                 | 5                          |                         |                         |                         |                         |   |  | 23 avril, Traktor Arena | 23 avril, Traktor Arena |
|  | États-Unis                 | 5                          | Finlande                | 3                       |                         |                         |   |  |                         |                         |
|  | 20 avril, Traktor Arena    |                            | Finlande                | 3                       |                         |                         |   |  |                         |                         |
|  |                            | États-Unis                 | 2                       |                         |                         |                         |   |  |                         |                         |
|  | Finlande                   | États-Unis                 | 2                       | 5                       |                         |                         |   |  |                         |                         |
|  | Finlande                   | 22 avril, Traktor Arena    |                         | 5                       |                         |                         |   |  |                         |                         |
|  | Biélorussie                | 2                          |                         |                         |                         |                         |   |  |                         |                         |
|  | Biélorussie                | 2                          | Finlande                | 2                       |                         |                         |   |  |                         |                         |
|  | 20 avril, Arena Metallourg | 20 avril, Arena Metallourg | Finlande                | 2                       | Match pour la 3e place  | Match pour la 3e place  |   |  |                         |                         |
|  | 20 avril, Arena Metallourg | 20 avril, Arena Metallourg |                         | Suède                   | Match pour la 3e place  | Match pour la 3e place  | 0 |  |                         |                         |
|  | Suède                      | 6                          | 23 avril, Traktor Arena | 23 avril, Traktor Arena |                         |                         | 0 |  |                         |                         |
|  | Suède                      | 6                          | 23 avril, Traktor Arena | 23 avril, Traktor Arena |                         |                         |   |  |                         |                         |
|  | Slovaquie                  | 1                          |                         | Suède                   | 5                       |                         |   |  |                         |                         |
|  | Slovaquie                  | 1                          |                         | Suède                   | 5                       |                         |   |  |                         |                         |
|  |                            |                            |                         |                         |                         |                         |   |  | Tchéquie                | 2                       |
|  |                            |                            |                         |                         |                         |                         |   |  | Tchéquie                | 2                       |

#### Quarts de finale
| 26 avril | Finlande | 5-2 (3-0, 2-1, 0-1) | Biélorussie | Traktor Arena 3 090 spectateurs |

| Feuille de match | Feuille de match | Feuille de match            | Feuille de match                                                                  | Feuille de match                                                                                     |
| ---------------- | --- | --------------------------- | --------------------------------------------------------------------------------- | --- |
|                  | Aaltonen (Lundell, Tanus) — 2 min 40 s (SN) Kakko (Utunen, Kokkonen) — 10 min 27 s Moilanen (Petman, Hirvonen) — 14 min 39 s - Nousiainen (Moilanen, Petman) — 27 min 39 s Nordgren — 35 min 52 s (2 SN) - | 1–0 2–0 3–0 3–1 4–1 5–1 5–2 | - Alistrov (Protas, Kazyanine) — 21 min 53 s - Ousov (Levchounov) — 41 min 59 s - | Arbitrage : Christoffer Holm et Milan Zrnič Juges de lignes : Jan-Christian Müller et Dmitry Shishlo |
| Annunen          | Gardiens | Tolopilo                    |                                                                                   | Arbitrage : Christoffer Holm et Milan Zrnič Juges de lignes : Jan-Christian Müller et Dmitry Shishlo |
| 4 min            | Pénalités | 4 min                       |                                                                                   | Arbitrage : Christoffer Holm et Milan Zrnič Juges de lignes : Jan-Christian Müller et Dmitry Shishlo |
| 33               | Tirs | 24                          |                                                                                   | Arbitrage : Christoffer Holm et Milan Zrnič Juges de lignes : Jan-Christian Müller et Dmitry Shishlo |

| 26 avril | Suède | 6-1 (1-0, 3-1, 2-0) | Slovaquie | Arena Metallourg 4 460 spectateurs |

| Feuille de match | Feuille de match | Feuille de match            | Feuille de match                                 | Feuille de match                                                                              |
| ---------------- | --- | --------------------------- | ------------------------------------------------ | --------------------------------------------------------------------------------------------- |
|                  | Westfält (Ginning, Nässén) — 5 min 20 s Pasic (Lundkvist, Berggren) — 29 min 19 s (SN) Gustafsson (Berggren) — 34 min 38 s (SN) - Berggren (Pasic) — 39 min 58 s Wernblom — 45 min 16 s Berggren (Olofsson) — 57 min 36 s | 1–0 2–0 3–0 3–1 4–1 5–1 6–1 | - Dlugoš (Turan, Okuliar) — 37 min 37 s (2 SN) - | Arbitrage : Denis Naumov et Milan Zrnič Juges de lignes : Balazs Kovacs et Ulrich Pardatscher |
| Lindbom          | Gardiens | Vyletelka                   |                                                  | Arbitrage : Denis Naumov et Milan Zrnič Juges de lignes : Balazs Kovacs et Ulrich Pardatscher |
| 8 min            | Pénalités | 6 min                       |                                                  | Arbitrage : Denis Naumov et Milan Zrnič Juges de lignes : Balazs Kovacs et Ulrich Pardatscher |
| 42               | Tirs | 26                          |                                                  | Arbitrage : Denis Naumov et Milan Zrnič Juges de lignes : Balazs Kovacs et Ulrich Pardatscher |

| 26 avril | Russie | 1-5 (0-1, 1-0, 0-4) | États-Unis | Traktor Arena 7 499 spectateurs |

| Feuille de match | Feuille de match | Feuille de match        | Feuille de match | Feuille de match                                                                                     |
| ---------------- | ---------------- | ----------------------- | --- | --- |
|                  | - Iskhakov -     | 0-1 1-1 1-2 1-3 1-4 1-5 | Caufield (Wise, Emberson) — 8 min 47 s - Farabee (Stastney) — 52 min 55 s (IN) Wahlstrom (Hughes, Stastney) — 57 min 22 s Wise — 58 min 43 s (CV) Hughes — 59 min 53 s (CV) | Arbitrage : Jonathan Alarie et Christoffer Holm Juges de lignes : Maxime Chaput et Tobias Nordlander |
| Miftakhov        | Gardiens         | Knight                  | | Arbitrage : Jonathan Alarie et Christoffer Holm Juges de lignes : Maxime Chaput et Tobias Nordlander |
| 2 min            | Pénalités        | 6 min                   | | Arbitrage : Jonathan Alarie et Christoffer Holm Juges de lignes : Maxime Chaput et Tobias Nordlander |
| 17               | Tirs             | 41                      | | Arbitrage : Jonathan Alarie et Christoffer Holm Juges de lignes : Maxime Chaput et Tobias Nordlander |

| 26 avril | Canada | 1-2 (0-1, 0-0, 1-1) | République tchèque | Arena Metallourg 6 530 spectateurs |

| Feuille de match | Feuille de match                                | Feuille de match | Feuille de match                                                         | Feuille de match                                                                                |
| ---------------- | ----------------------------------------------- | ---------------- | ------------------------------------------------------------------------ | ----------------------------------------------------------------------------------------------- |
|                  | - Dellandrea (McShane, Tychonick) — 53 min 19 s | 0-1 0-2 1-2      | Blümel (Čajka, Pekař) — 11 min 30 s Čajka (Pekař, Blümel) — 50 min 3 s - | Arbitrage : Ken Mollard et Kristian Vikman Juges de lignes : Lauri Nikulainen et Dmitry Shishlo |
| Rodrigue         | Gardiens                                        | Dostál           |                                                                          | Arbitrage : Ken Mollard et Kristian Vikman Juges de lignes : Lauri Nikulainen et Dmitry Shishlo |
| 14 min           | Pénalités                                       | 8 min            |                                                                          | Arbitrage : Ken Mollard et Kristian Vikman Juges de lignes : Lauri Nikulainen et Dmitry Shishlo |
| 34               | Tirs                                            | 31               |                                                                          | Arbitrage : Ken Mollard et Kristian Vikman Juges de lignes : Lauri Nikulainen et Dmitry Shishlo |

#### Demi-finales
| 28 avril | Finlande | 2-0 (2-0, 0-0, 0-0) | Suède | Traktor Arena 6 052 spectateurs |

| Feuille de match | Feuille de match                                                                        | Feuille de match | Feuille de match | Feuille de match                                                                              |
| ---------------- | --------------------------------------------------------------------------------------- | ---------------- | ---------------- | --------------------------------------------------------------------------------------------- |
|                  | Hirvonen (Moilanen, Kokkonen) — 7 min 46 s Kotkaniemi (Kakko, Honka) — 17 min 19 s (SN) | 1-0 2-0          | -                | Arbitrage : Kenneth Anderson et Daniel Pražák Juges de lignes : Daniel Hynek et Balazs Kovacs |
| Annunen          | Gardiens                                                                                | Lindbom          |                  | Arbitrage : Kenneth Anderson et Daniel Pražák Juges de lignes : Daniel Hynek et Balazs Kovacs |
| 6 min            | Pénalités                                                                               | 8 min            |                  | Arbitrage : Kenneth Anderson et Daniel Pražák Juges de lignes : Daniel Hynek et Balazs Kovacs |
| 31               | Tirs                                                                                    | 29               |                  | Arbitrage : Kenneth Anderson et Daniel Pražák Juges de lignes : Daniel Hynek et Balazs Kovacs |

| 28 avril | États-Unis | 4-1 (1-0, 2-1, 1-0) | République tchèque | Traktor Arena 6 459 spectateurs |

| Feuille de match | Feuille de match | Feuille de match    | Feuille de match                              | Feuille de match                                                                                      |
| ---------------- | --- | ------------------- | --------------------------------------------- | --- |
|                  | Hughes (Wahlstrom, Farabee) — 3 min 37 s Wahlstrom (Farabee) — 21 min 4 s - Stastney (Wise, Miller) — 35 min 47 s Weiss (Stastney) — 42 min 48 s | 1-0 2-0 2-1 3-1 4-1 | - Zábranský (Kvasnica, Jenik) — 30 min 54 s - | Arbitrage : Jonathan Alarie et Christoffer Holm Juges de lignes : Tobias Nordlander et Dmitry Shishlo |
| Knight           | Gardiens | Dostal              |                                               | Arbitrage : Jonathan Alarie et Christoffer Holm Juges de lignes : Tobias Nordlander et Dmitry Shishlo |
| 4 min            | Pénalités | 8 min               |                                               | Arbitrage : Jonathan Alarie et Christoffer Holm Juges de lignes : Tobias Nordlander et Dmitry Shishlo |
| 47               | Tirs | 17                  |                                               | Arbitrage : Jonathan Alarie et Christoffer Holm Juges de lignes : Tobias Nordlander et Dmitry Shishlo |

#### Match pour la troisième place
| 29 avril | Suède | 5-2 (3-1, 1-1, 1-0) | République tchèque | Traktor Arena 5 813 spectateurs |

| Feuille de match | Feuille de match | Feuille de match            | Feuille de match                                                                        | Feuille de match                                                                                  |
| ---------------- | --- | --------------------------- | --------------------------------------------------------------------------------------- | ------------------------------------------------------------------------------------------------- |
|                  | Bäck (Ginning, Andersson) — 4 min 48 s Pasic (Gustafsson, Berggren) — 8 min 17 s (SN) - Westfält (Gustafsson, Pasic) — 16 min 17 s (SN) - Johansson (Fagemo, Olofsson) — 30 min 57 s (SN) Ginning (Andersson, Gustafsson) — 45 min 31 s | 1-0 2-0 2-1 3-1 3-2 4-2 5-2 | - Plášek (Zábranský, Haš) — 13 min 42 s (SN) - Teplý (Kropáček, Pytlík) — 25 min 57 s - | Arbitrage : Jonathan Alarie et Kenneth Anderson Juges de lignes : Balazs Kovacs et Dmitry Shishlo |
| Lindbom          | Gardiens | Dvořák                      |                                                                                         | Arbitrage : Jonathan Alarie et Kenneth Anderson Juges de lignes : Balazs Kovacs et Dmitry Shishlo |
| 14 min           | Pénalités | 12 min                      |                                                                                         | Arbitrage : Jonathan Alarie et Kenneth Anderson Juges de lignes : Balazs Kovacs et Dmitry Shishlo |
| 38               | Tirs | 40                          |                                                                                         | Arbitrage : Jonathan Alarie et Kenneth Anderson Juges de lignes : Balazs Kovacs et Dmitry Shishlo |

#### Finale
| 29 avril | Finlande | 3-2 (2-1, 0-1, 1-0) | États-Unis | Traktor Arena 7 499 spectateurs |

| Feuille de match | Feuille de match | Feuille de match    | Feuille de match                                                                 | Feuille de match                                                                              |
| ---------------- | --- | ------------------- | -------------------------------------------------------------------------------- | --------------------------------------------------------------------------------------------- |
|                  | Kupari (Honka, Kotkaniemi) — 9 min 13 s (SN) Kakko (Honka, Kupari) — 12 min 33 s (SN) - Nordgren (Kotkaniemi) — 50 min 41 s (IN) | 1-0 2-0 2-1 2-2 3-2 | - Giles (Weiss, Emberson) — 16 min 53 s Janicke (Pivonka, Weiss) — 28 min 24 s - | Arbitrage : Daniel Pražák et Peter Stano Juges de lignes : Maxime Chaput et Tobias Nordlander |
| Annunen          | Gardiens | Knight              |                                                                                  | Arbitrage : Daniel Pražák et Peter Stano Juges de lignes : Maxime Chaput et Tobias Nordlander |
| 8 min            | Pénalités | 8 min               |                                                                                  | Arbitrage : Daniel Pražák et Peter Stano Juges de lignes : Maxime Chaput et Tobias Nordlander |
| 28               | Tirs | 28                  |                                                                                  | Arbitrage : Daniel Pražák et Peter Stano Juges de lignes : Maxime Chaput et Tobias Nordlander |

### Classement final
| Place              | Équipe      |
| ------------------ | ----------- |
| Médaille d'or      | Finlande    |
| Médaille d'argent  | États-Unis  |
| Médaille de bronze | Suède       |
| 4                  | Tchéquie    |
| 5                  | Canada      |
| 6                  | Russie      |
| 7                  | Slovaquie   |
| 8                  | Biélorussie |
| 9                  | Suisse      |
| 10                 | France      |

### Récompenses individuelles
| Équipe-type des médias :                                          |
| Nordgren Wahlstrom Hughes Malychev York Lindbom MVP : Jack Hughes |
| Nordgren Wahlstrom Hughes Malychev York Lindbom MVP : Jack Hughes |

Équipe type IIHF :
- Meilleur gardien :  Olof Lindbom
- Meilleur défenseur :  Adam Boqvist
- Meilleur attaquant :  Jack Hughes

### Statistiques individuelles
Pour les significations des abréviations, voir statistiques du hockey sur glace.
| Clt | Joueur             | Équipe     | PJ | B | A | Pts | Pun | +/- |
| --- | ------------------ | ---------- | -- | - | - | --- | --- | --- |
| 1   | Jack Hughes        | États-Unis | 7  | 5 | 7 | 12  | 2   | +3  |
| 2   | Maxim Čajkovič     | Slovaquie  | 5  | 4 | 7 | 11  | 6   | +7  |
| 3   | Niklas Nordgren    | Finlande   | 7  | 8 | 2 | 10  | 4   | +10 |
| 4   | Jonatan Berggren   | Suède      | 7  | 5 | 5 | 10  | 2   | +7  |
| 5   | Kaapo Kakko        | Finlande   | 7  | 4 | 6 | 10  | 2   | +8  |
| 6   | Oliver Wahlstrom   | États-Unis | 7  | 7 | 2 | 9   | 4   | +2  |
| 7   | Jesperi Kotkaniemi | Finlande   | 7  | 3 | 6 | 9   | 37  | +9  |
| 8   | Oliver Okuliar     | Slovaquie  | 5  | 4 | 4 | 8   | 6   | +5  |
| 9   | Joel Farabee       | États-Unis | 7  | 4 | 4 | 8   | 6   | +1  |
| 10  | Gilian Kohler      | Suisse     | 5  | 5 | 2 | 7   | 2   | +1  |

| Clt | Joueur            | Équipe      | PJ | Min      | BC | Moy  | %Arr  | Bl |
| --- | ----------------- | ----------- | -- | -------- | -- | ---- | ----- | -- |
| 1   | Olivier Rodrigue  | Canada      | 3  | 180 h 57 | 4  | 1,33 | 94,94 | 1  |
| 2   | Olof Lindbom      | Suède       | 6  | 361 h 16 | 10 | 1,66 | 94,90 | 0  |
| 3   | Justus Annunen    | Finlande    | 6  | 360 h    | 12 | 2,00 | 91,37 | 1  |
| 4   | Luca Hollenstein  | Suisse      | 4  | 237 h 58 | 10 | 2,52 | 90,65 | 1  |
| 5   | Lukáš Dostál      | Tchéquie    | 5  | 251 h 18 | 14 | 3,34 | 90,54 | 0  |
| 6   | Samuel Vyletelka  | Slovaquie   | 4  | 245 h    | 15 | 3,67 | 90,20 | 0  |
| 7   | Spencer Knight    | États-Unis  | 5  | 297 h 34 | 12 | 2,42 | 90,08 | 0  |
| 8   | Amir Miftakhov    | Russie      | 5  | 253 h 57 | 14 | 3,31 | 88,24 | 0  |
| 9   | Nikita Tolopilo   | Biélorussie | 4  | 180 h 59 | 16 | 5,30 | 85,32 | 0  |
| 10  | Valentin Duquenne | France      | 6  | 328 h 13 | 38 | 6,95 | 84,86 | 0  |

Pour les significations des abréviations, voir statistiques du hockey sur glace.
Nota : seuls sont classés les gardiens ayant joué au minimum 40 % du temps de jeu de leur équipe.

## Autres Divisions

### Division IA
La compétition se déroule à Riga en Lettonie du 2 au 8 avril 2018.
| Clt   | Équipe       | PJ | V | VP | D | DP | BP | BC | Diff | Pts |
| ----- | ------------ | -- | - | -- | - | -- | -- | -- | ---- | --- |
| +001, | Lettonie (R) | 5  | 5 | 0  | 0 | 0  | 14 | 4  | +10  | 15  |
| +002, | Allemagne    | 5  | 4 | 0  | 1 | 0  | 22 | 11 | +11  | 12  |
| +003, | Danemark     | 5  | 2 | 0  | 3 | 0  | 14 | 19 | -5   | 6   |
| +004, | Kazakhstan   | 5  | 2 | 0  | 3 | 0  | 15 | 10 | -5   | 6   |
| +005, | Norvège      | 5  | 1 | 0  | 4 | 0  | 14 | 18 | -4   | 3   |
| +006, | Slovénie (P) | 5  | 1 | 0  | 4 | 0  | 7  | 24 | -17  | 3   |

| Pays |     |     |     |     |     |     |
|      |     | 3-1 | 4-1 | 2-1 | 3-0 | 2-1 |
|      | 1-3 |     | 7-2 | 1-0 | 5-4 | 8-2 |
|      | 1-4 | 2-7 |     | 4-2 | 5-3 | 2-3 |
|      | 1-2 | 0-1 | 2-4 |     | 5-2 | 7-1 |
|      | 0-3 | 4-5 | 3-5 | 2-5 |     | 5-0 |
|      | 1-2 | 2-8 | 3-2 | 1-7 | 0-5 |     |

Pour les significations des abréviations, voir statistiques du hockey sur glace.
- promu en Division Élite en 2019
- relégué en Division IB en 2019

### Division IB
La compétition se déroule à Kiev en Ukraine du 14 au 20 avril 2018.
| Clt   | Équipe       | PJ | V | VP | D | DP | BP | BC | Diff | Pts |
| ----- | ------------ | -- | - | -- | - | -- | -- | -- | ---- | --- |
| +001, | Ukraine      | 5  | 4 | 0  | 1 | 0  | 18 | 8  | +10  | 12  |
| +002, | Autriche     | 5  | 4 | 0  | 1 | 0  | 20 | 7  | +13  | 12  |
| +003, | Japon        | 5  | 2 | 2  | 1 | 0  | 12 | 11 | +1   | 10  |
| +004, | Hongrie (R)  | 5  | 2 | 0  | 2 | 1  | 14 | 11 | +3   | 7   |
| +005, | Italie       | 5  | 1 | 0  | 3 | 1  | 11 | 13 | -2   | 4   |
| +006, | Roumanie (P) | 5  | 0 | 0  | 5 | 0  | 5  | 30 | -25  | 0   |

| Pays |     |     |       |       |       |     |
|      |     | 5-3 | 0-1   | 4-3   | 3-1   | 6-0 |
|      | 3-5 |     | 4-0   | 4-0   | 2-1   | 7-1 |
|      | 1-0 | 0-4 |       | 3-2 F | 3-2 P | 5-3 |
|      | 3-4 | 0-4 | 2-3 F |       | 4-0   | 5-0 |
|      | 1-3 | 1-2 | 2-3 P | 0-4   |       | 7-1 |
|      | 0-6 | 1-7 | 3-5   | 0-5   | 1-7   |     |

Nota : lorsqu'il y a égalité de points entre plusieurs équipes, elles sont départagées par les résultats de leurs confrontations directes. L'Ukraine ayant battu l'Autriche, elle termine à la première place.
Pour les significations des abréviations, voir statistiques du hockey sur glace.
- promu en Division IA en 2019
- relégué en Division IIA en 2019

### Division IIA
La compétition se déroule à Tallinn en Estonie du 1er au 7 avril 2018.
| Clt   | Équipe          | PJ | V | VP | D | DP | BP | BC | Diff | Pts |
| ----- | --------------- | -- | - | -- | - | -- | -- | -- | ---- | --- |
| +001, | Grande-Bretagne | 5  | 4 | 0  | 1 | 0  | 26 | 15 | +11  | 12  |
| +002, | Lituanie        | 5  | 4 | 0  | 1 | 0  | 22 | 8  | +14  | 12  |
| +003, | Pologne (R)     | 5  | 3 | 1  | 1 | 0  | 32 | 11 | +21  | 11  |
| +004, | Corée du Sud    | 5  | 2 | 0  | 3 | 0  | 12 | 14 | -2   | 6   |
| +005, | Estonie         | 5  | 1 | 0  | 3 | 1  | 17 | 21 | -4   | 4   |
| +006, | Australie (P)   | 5  | 0 | 0  | 5 | 0  | 4  | 44 | -40  | 0   |

| Pays |     |     |       |     |       |      |
|      |     | 3-2 | 4-5   | 4-3 | 6-3   | 9-2  |
|      | 2-3 |     | 4-3   | 2-1 | 7-0   | 7-1  |
|      | 5-4 | 3-4 |       | 4-0 | 4-3 P | 16-0 |
|      | 3-4 | 1-2 | 0-4   |     | 4-3   | 4-1  |
|      | 3-6 | 0-7 | 3-4 P | 3-4 |       | 8-0  |
|      | 2-9 | 1-7 | 0-16  | 1-4 | 0-8   |      |

Pour les significations des abréviations, voir statistiques du hockey sur glace.
- promu en Division IB en 2019
- relégué en Division IIB en 2019

### Division IIB
La compétition se déroule à Zagreb en Croatie du 24 au 30 mars 2018.
| Clt   | Équipe      | PJ | V | VP | D | DP | BP | BC | Diff | Pts |
| ----- | ----------- | -- | - | -- | - | -- | -- | -- | ---- | --- |
| +001, | Espagne     | 5  | 4 | 1  | 0 | 0  | 27 | 13 | +14  | 14  |
| +002, | Croatie (R) | 5  | 2 | 1  | 2 | 0  | 13 | 12 | +1   | 8   |
| +003, | Serbie      | 5  | 2 | 0  | 1 | 2  | 16 | 11 | +5   | 8   |
| +004, | Pays-Bas    | 5  | 1 | 2  | 2 | 1  | 18 | 18 | 0    | 7   |
| +005, | Chine (P)   | 5  | 2 | 0  | 2 | 1  | 16 | 19 | -3   | 7   |
| +006, | Islande     | 5  | 0 | 0  | 4 | 1  | 9  | 26 | -17  | 1   |

| Pays |       |       |       |       |       |       |
|      |       | 4-1   | 3-2 F | 5-4   | 7-3   | 8-3   |
|      | 1-4   |       | 2-1   | 3-0   | 2-3   | 5-4 F |
|      | 2-3 F | 1-2   |       | 4-5 P | 4-0   | 5-1   |
|      | 4-5   | 0-3   | 5-4 P |       | 6-5 F | 3-1   |
|      | 3-7   | 3-2   | 0-4   | 5-6 F |       | 5-0   |
|      | 3-8   | 4-5 F | 1-5   | 1-3   | 0-5   |       |

Pour les significations des abréviations, voir statistiques du hockey sur glace.
- promu en Division IIA en 2019
- relégué en Division IIIA en 2019

### Division IIIA
La compétition se déroule à Erzurum en Turquie du 26 mars au 1er avril 2018.
| Clt   | Équipe         | PJ | V | VP | D | DP | BP | BC | Diff | Pts |
| ----- | -------------- | -- | - | -- | - | -- | -- | -- | ---- | --- |
| +001, | Belgique (R)   | 5  | 4 | 0  | 1 | 0  | 35 | 8  | +27  | 12  |
| +002, | Mexique (P)    | 5  | 3 | 1  | 1 | 0  | 17 | 12 | +5   | 11  |
| +003, | Bulgarie       | 5  | 2 | 0  | 2 | 1  | 17 | 19 | -2   | 7   |
| +004, | Israël         | 5  | 1 | 1  | 2 | 1  | 12 | 13 | -1   | 6   |
| +005, | Turquie        | 5  | 2 | 0  | 3 | 0  | 11 | 14 | -3   | 6   |
| +006, | Taipei chinois | 5  | 0 | 1  | 3 | 1  | 16 | 42 | -26  | 3   |

| Pays |      |       |       |       |     |       |
|      |      | 2-3   | 6-3   | 2-1   | 6-0 | 19-1  |
|      | 3-2  |       | 4-2   | 4-3 P | 1-3 | 5-2   |
|      | 3-6  | 2-4   |       | 3-1   | 3-1 | 6-7 P |
|      | 1-2  | 3-4 P | 1-3   |       | 2-0 | 5-4 P |
|      | 0-6  | 3-1   | 1-3   | 0-2   |     | 7-2   |
|      | 1-19 | 2-5   | 7-6 P | 4-5 P | 2-7 |       |

Pour les significations des abréviations, voir statistiques du hockey sur glace.
- promu en Division IIB en 2019
- relégué en Division IIIB en 2019

### Division IIIB
La compétition se déroule à Queenstown en Nouvelle-Zélande du 26 au 28 avril 2018.
| Clt   | Équipe               | PJ | V | VP | D | DP | BP | BC | Diff | Pts |
| ----- | -------------------- | -- | - | -- | - | -- | -- | -- | ---- | --- |
| +001, | Nouvelle-Zélande (R) | 2  | 2 | 0  | 0 | 0  | 12 | 6  | +6   | 6   |
| +002, | Hong Kong            | 2  | 1 | 0  | 1 | 0  | 9  | 10 | -1   | 3   |
| +003, | Afrique du Sud       | 2  | 0 | 0  | 2 | 0  | 3  | 8  | -5   | 0   |

| Pays |     |     |     |
|      |     | 8-5 | 4-1 |
|      | 5-8 |     | 4-2 |
|      | 1-4 | 2-4 |     |

Pour les significations des abréviations, voir statistiques du hockey sur glace.